# デイヴィッド・ローブ
デイヴィッド・ローブ（David Loeb、1939年 - ）は、アメリカの現代音楽の作曲家。
中国や日本の楽器や、ヴィオールのような古楽器などのために幅広く作曲している。マネス音楽大学とカーティス音楽学校で教鞭をとっている。

## 主な作品

### 管弦楽
- 運慶～篠笛とオーケストラのための
- カンタータ～オーボエと弦楽のための

### 室内楽
- 曙奏曲と夜想曲～篠笛・琵琶・打楽器・ピアノのための
- 夜想曲～フルート・オーボエ・チェロのための
- 優空～5本の尺八のための
- 秋風の音楽～笙と4台のヴィオラダガンバのための
- セファラディー四重奏曲（金管四重奏）

### マンドリンオーケストラ
- 交響曲

### 器楽曲
- 前奏曲～ピッコロのための